# Limnonectes
Genre
Synonymes
- Elachyglossa Andersson, 1916
- Bourretia Dubois, 1987 "1986"
- Liurana Dubois, 1987 "1986"
- Taylorana Dubois, 1987 "1986"

Limnonectes est un genre d'amphibiens de la famille des Dicroglossidae.

## Répartition
Les 68 espèces de ce genre se rencontrent en Asie du Sud-Est, en Asie de l'Est et en Nouvelle-Guinée.

## Liste des espèces
Selon Amphibian Species of the World (11 juin 2017) :
- Limnonectes acanthi (Taylor, 1923)
- Limnonectes arathooni (Smith, 1927)
- Limnonectes asperatus (Inger, Boeadi, & Taufik, 1996)
- Limnonectes bannaensis (Ye, Fei, & Jiang, 2007)
- Limnonectes blythii (Boulenger, 1920)
- Limnonectes cintalubang (Matsui, Nishikawa, & Eto, 2014)
- Limnonectes dabanus (Smith, 1922)
- Limnonectes dammermani (Mertens, 1929)
- Limnonectes deinodon (Dehling, 2014)
- Limnonectes diuatus (Brown & Alcala, 1977)
- Limnonectes doriae (Boulenger, 1887)
- Limnonectes ferneri (Siler, McVay, Diesmos, & Brown, 2009)
- Limnonectes finchi (Inger, 1966)
- Limnonectes fragilis (Liu & Hu, 1973)
- Limnonectes fujianensis (Ye & Fei, 1994)
- Limnonectes grunniens (Latreille, 1801)
- Limnonectes gyldenstolpei (Andersson, 1916)
- Limnonectes hascheanus (Stoliczka, 1870)
- Limnonectes heinrichi (Ahl, 1933)
- Limnonectes hikidai (Matsui & Nishikawa, 2014)
- Limnonectes ibanorum (Inger, 1964)
- Limnonectes ingeri (Kiew, 1978)
- Limnonectes isanensis (McLeod, Kelly, & Barley, 2012)
- Limnonectes jarujini (Matsui, Panha, Khonsue, & Kuraishi, 2010)
- Limnonectes kadarsani (Iskandar, Boeadi, & Sancoyo, 1996)
- Limnonectes kenepaiensis (Inger, 1966)
- Limnonectes khammonensis (Smith, 1929)
- Limnonectes khasianus (Anderson, 1871)
- Limnonectes kohchangae (Smith, 1922)
- Limnonectes kuhlii (Tschudi, 1838)
- Limnonectes larvaepartus (Iskandar, Evans, & McGuire, 2014)
- Limnonectes lauhachindai (Aowphol, Rujirawan, Taksinum, Chuaynkern, & Stuart, 2015)
- Limnonectes leporinus (Andersson, 1923)
- Limnonectes leytensis (Boettger, 1893)
- Limnonectes limborgi (Sclater, 1892)
- Limnonectes liui (Yang, 1983)
- Limnonectes longchuanensis (Suwannapoom, Yuan, Sullivan, & McLeod, 2016)
- Limnonectes macrocephalus (Inger, 1954)
- Limnonectes macrodon (Duméril & Bibron, 1841)
- Limnonectes macrognathus (Boulenger, 1917)
- Limnonectes magnus (Stejneger, 1910)
- Limnonectes malesianus (Kiew, 1984)
- Limnonectes mawlyndipi (Chanda, 1990)
- Limnonectes megastomias (McLeod, 2008)
- Limnonectes micrixalus (Taylor, 1923)
- Limnonectes microdiscus (Boettger, 1892)
- Limnonectes microtympanum (Van Kampen, 1907)
- Limnonectes modestus (Boulenger, 1882)
- Limnonectes namiyei (Stejneger, 1901)
- Limnonectes nguyenorum (McLeod, Kurlbaum, & Hoang, 2015)
- Limnonectes nitidus (Smedley, 1932)
- Limnonectes palavanensis (Boulenger, 1894)
- Limnonectes paramacrodon (Inger, 1966)
- Limnonectes parvus (Taylor, 1920)
- Limnonectes plicatellus (Stoliczka, 1873)
- Limnonectes poilani (Bourret, 1942)
- Limnonectes quangninhensis (Pham, Le, Nguyen, Ziegler, Wu, & Nguyen, 2017)
- Limnonectes rhacodus (Inger, Boeadi, & Taufik, 1996)
- Limnonectes selatan (Matsui, Belabut, & Ahmad, 2014)
- Limnonectes shompenorum (Das, 1996)
- Limnonectes sinuatodorsalis Matsui, 2015
- Limnonectes sisikdagu (McLeod, Horner, Husted, Barley, & Iskandar, 2011)
- Limnonectes taylori (Matsui, Panha, Khonsue, & Kuraishi, 2010)
- Limnonectes timorensis (Smith, 1927)
- Limnonectes tweediei (Smith, 1935)
- Limnonectes utara (Matsui, Belabut, & Ahmad, 2014)
- Limnonectes visayanus (Inger, 1954)
- Limnonectes woodworthi (Taylor, 1923)

Il existe très certainement de nombreuses autres espèces indonésiennes à décrire comme en témoignent les 14 nomida nuda référencés ci-dessous et attribués à Djoko Tjahjono Iskandar :
- Limnonectes abditus (Java)
- Limnonectes acuticeps (Sumatra)
- Limnonectes barisan (Bornéo)
- Limnonectes bassi (Borné)
- Limnonectes bosschai (Sumatra)
- Limnonectes crybetes (Sumatra)
- Limnonectes inflatus (Sulawesi)
- Limnonectes minagkabau (Sulawesi)
- Limnonectes morowali (Sulawesi)
- Limnonectes parjatmoi (Sumatra)
- Limnonectes saxeus (Java)
- Limnonectes swarnae (Sumatra)
- Limnonectes torajae (Sulawesi)
- Limnonectes tumpang (Sulawesi)

## Publication originale
- Fitzinger, 1843 : Systema Reptilium, fasciculus primus, Amblyglossae. Braumüller et Seidel, Wien, p. 1-106. (texte intégral).